# Patrick Roux (judo)
Pour les articles homonymes, voir Patrick Roux et Roux.
Patrick Roux, né le 29 avril 1962 à Alès, est un judoka français compétiteur, membre de l'équipe de France, puis  Entraîneur national, formateur des professeurs et des entraîneurs à la FFJDA, a aussi mené des recherches pédagogiques pour le judo. Il a obtenu son 7e Dan en décembre 2008.

## Carrière
Champion d'Europe en catégorie super-légers et médaillé de bronze aux championnats du Monde en 1987, il a également terminé 5e aux Jeux olympiques à Séoul en 1988.
Il a été entraîneur national chez les Bleus de 1991 à 1998, puis assistant du directeur technique pendant 7 ans, il a rejoint les Britanniques de 2008 à 2011 et, en 2012, l'équipe féminine de Russie. Il anime également des stages techniques au sein des clubs des différentes Ligues régionales.

## Palmarès

### Palmarès international
| Année | Compétition                       | Lieu       | Résultat | Catégorie      |
| ----- | --------------------------------- | ---------- | -------- | -------------- |
| 1982  | Championnats d'Europe par équipes | Milan      | 1er      | Moins de 60 kg |
| 1984  | Championnats d'Europe             | Liège      | 3e       | Moins de 60 kg |
| 1984  | Championnats d'Europe par équipes | Paris      | 1er      | Moins de 60 kg |
| 1984  | Championnats universitaires       | Strasbourg | 3e       | Moins de 60 kg |
| 1985  | Championnats d'Europe             | Hamar      | 3e       | Moins de 60 kg |
| 1985  | Championnats du monde militaires  | Riccione   | 3e       | Moins de 65 kg |
| 1985  | Championnats d'Europe par équipes | Bruxelles  | 2e       | Moins de 60 kg |
| 1986  | Championnats d'Europe             | Belgrade   | 3e       | Moins de 60 kg |
| 1986  | Championnats d'Europe par équipes | Novi Sad   | 1er      | Moins de 60 kg |
| 1986  | Championnats universitaires       | São Paulo  | 2e       | Moins de 60 kg |
| 1987  | Championnats d'Europe             | Paris      | 1er      | Moins de 60 kg |
| 1987  | Jeux méditerranéens               | Lattaquié  | 1er      | Moins de 60 kg |
| 1987  | Championnats d'Europe par équipes | Paris      | 2e       | Moins de 60 kg |
| 1987  | Championnats du monde             | Essen      | 3e       | Moins de 60 kg |
| 1988  | Championnats d'Europe             | Pampelune  | 2e       | Moins de 60 kg |
| 1988  | Jeux olympiques                   | Séoul      | 5e       | Moins de 60 kg |

### Palmarès national
| Année | Compétition                    | Lieu  | Résultat | Catégorie      |
| ----- | ------------------------------ | ----- | -------- | -------------- |
| 1980  | Championnats de France juniors | Paris | 3e       | Moins de 60 kg |
| 1984  | Championnats de France         | Paris | 3e       | Moins de 60 kg |
| 1986  | Championnats de France         | Paris | 1er      | Moins de 60 kg |
| 1996  | Championnats de France         | Paris | 3e       | Moins de 60 kg |

## Prises de positions
Patrick Roux dénonce dans un livre, paru en 2023, les violences physiques et psychologiques qui ont eu cours sur les tatamis et appelle le judo français à remettre en cause ses méthodes d'entraînement. « le haut niveau français ne peut plus avoir un revers qui soit la maltraitance d'enfants et d'adolescents. Il faut absolument qu'on s'émancipe de nos croyances et qu'on sorte de ça ». Parlant des participants aux différentes instances de la fédération, Patrick Roux et Hector Marino, au sujet de faits qu'ils avaient dénoncés en vain dans les années 2005, 2006, et les avaient amené à s'éloigner de la FFJDA « Ils n’ont rien dit pour conserver des postes, pour ne pas être mis en difficulté, parce qu’ils espéraient quelque chose comme un grade, une sélection, une place dans une commission quelconque ». La Fédération française de judo explique que ces pratiques sont révolues,,,,.
En 2022, 52 signalements ont été reçus par la FFJ. Ils ont donné lieu à 12 commissions de disciplines avec finalement trois radiations.
Des problèmes de violences sexuelles dans le sport ont été dénoncés dans plusieurs fédérations, ce qui a amené les parlementaire à renforcer la législation de protection des mineurs par contrôle d’honorabilité des éducateurs, ainsi que les sanctions contre les dirigeants qui n’agiraient pas.

## Publications
- Patrick Roux, "L'art du judo", 1 janvier 2014,  (ISBN 978-2-9547584-0-4), Les chroniques réunies dans cet ouvrage sont structurées autour de cinq grands thèmes : la technique, l'entraînement, le champion, le professeur et l'entraîneur, les valeurs du Judo.

- Patrick Roux, Karine Repéran, "Le revers de nos médailles", "Des clubs au haut niveau, en finir avec la violence dans le sport", Dunod, avril 2023,  (ISBN 978-2-10-083967-4), La quête de résultat au haut niveau peut-elle justifier les violences physiques, le harcèlement, les insultes que subissent, dans certains pôles d’entraînement et quelques clubs apparentés, de jeunes sportifs, à peine adolescents ?